# Tekkadon

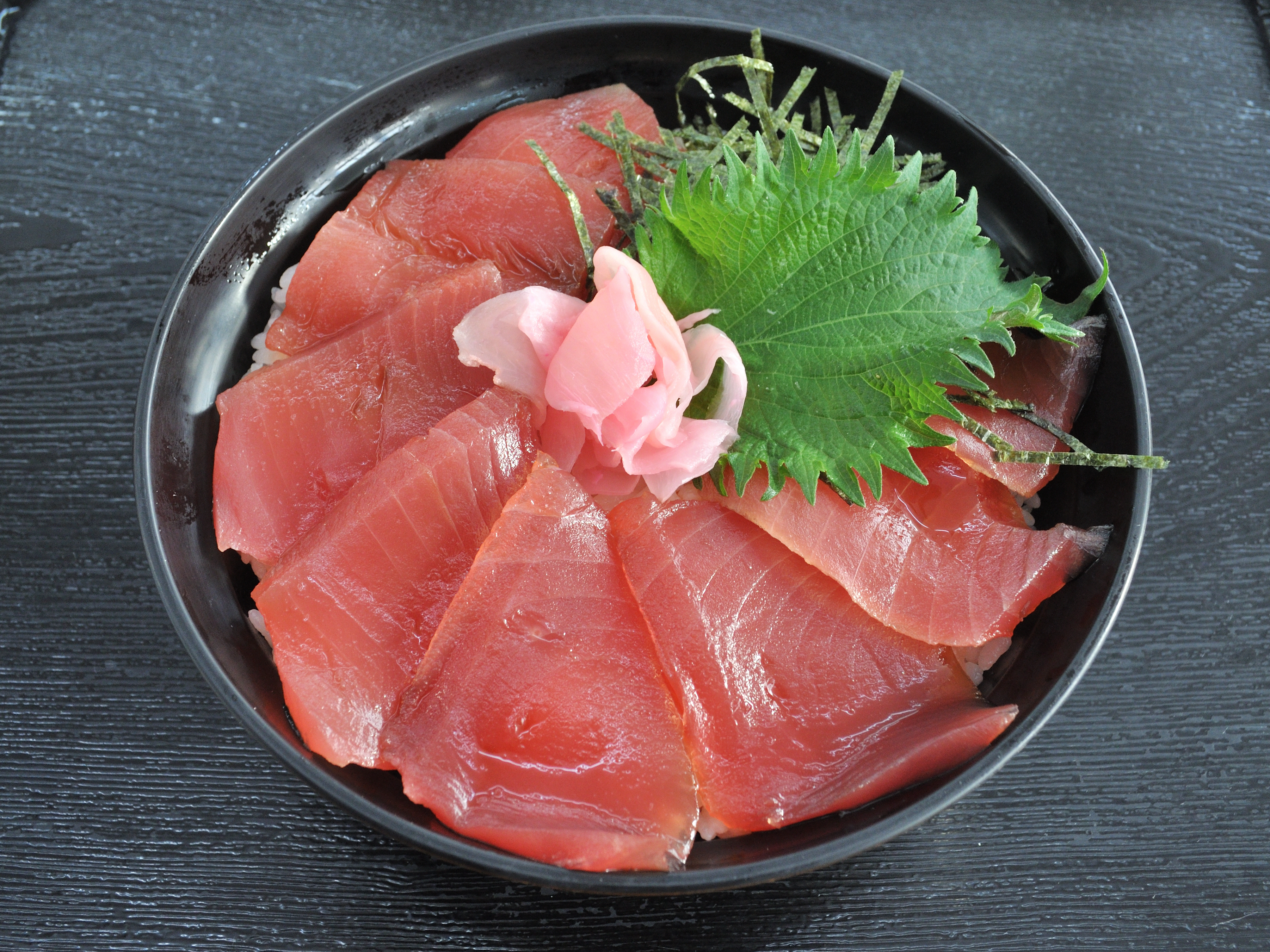
Tekkadon.

Le tekkadon (鉄火丼) est un type de donburi, un plat de riz japonais surplombé de fines tranches de sashimi de thon. Si du saumon est utilisé, le plat se nomme sakedon.
Le terme « tekka » vient des salles de jeux (tekkaba) où le plat était servi à la fin de l'époque d'Edo et au début de l'ère Meiji.